# Francesco Bartolozzi
Francesco Bartolozzi (Florença, 25 de Setembro de 1725 – Lisboa, 7 de Março de 1815) foi um artista italiano de gravuras, cujo período mais produtivo foi passado em Londres.
Viveu em Portugal, vindo em 1802 para estabelecimento de uma escola de gravura. Foi atraído por D. Rodrigo de Sousa Coutinho ao país com o objetivo primordial de realizar as gravuras de ilustração de uma edição especial dos Lusíadas. O Príncipe Regente concedeu-lhe casa e uma pensão de 600 000 réis.

## Carreira em Londres
Ele viveu em Londres por quase quarenta anos. Ele produziu um grande número de gravuras, incluindo Clytie após Annibale Carracci, e da Virgem com o Menino, após Carlo Dolci. Uma grande parte deles são das obras de Cipriani e Angelica Kauffman. Bartolozzi também contribuiu com várias placas para a Galeria Shakespeare de Boydell. Ele também desenhou seus próprios esboços em giz vermelho. Logo depois de chegar a Londres, ele foi nomeado 'Gravador do Rei' (George III) com um salário anual de £ 300. Ele foi eleito membro fundador da Royal Academy. Os estatutos da nova Academia excluíam especificamente os gravadores, mas Bartolozzi era tão estimado que foi incluído como Acadêmico na categoria de Pintor. Em 1802 tornou-se o presidente fundador da curta Sociedade dos Gravadores.
Embora Bartolozzi não tenha sido o inventor original da maneira de gravar com giz de cera, ele se tornou um dos principais expoentes do método "pontilhado" e este se tornou associado a ele. Com essa técnica, as imagens são criadas por pontos delicados em vez de linhas, como nas águas-fortes ou gravuras tradicionais. Bartolozzi acrescentou distinção ao seu trabalho usando tintas vermelha (sanguínea), laranja e marrom em vez de tinta preta comum.
Conforme sua proeminência crescia, ele aceitou alunos como Michele Benedetti, Ignatius Joseph van den Berghe, Thomas Cheesman, Lambertus Antonius Claessens, Daniel Gardner, Christiaan Josi, Johan Fredrik Martin, Conrad Martin Metz, Luigi Schiavonetti, John Keyse Sherwin, Heinrich Sintzenich, Peltro William Tomkins, Domenico Bernardo Zilotti, e Gavriil Skorodumov.
Seu filho Gaetano Stefano Bartolozzi, nascido em 1757, também se tornou um gravador e mais tarde foi pai de Madame Vestris, uma famosa atriz, cantora de ópera e gerente de teatro inglesa.

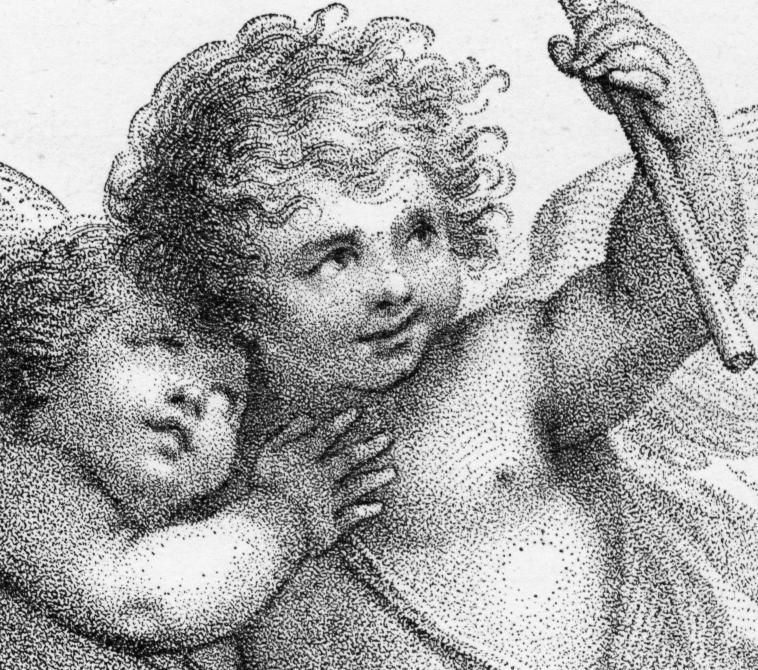
Detalhe de uma das gravuras de Bartolozzi, mostrando os efeitos tonais da técnica de gravação pontilhada, na qual ele era especialista.

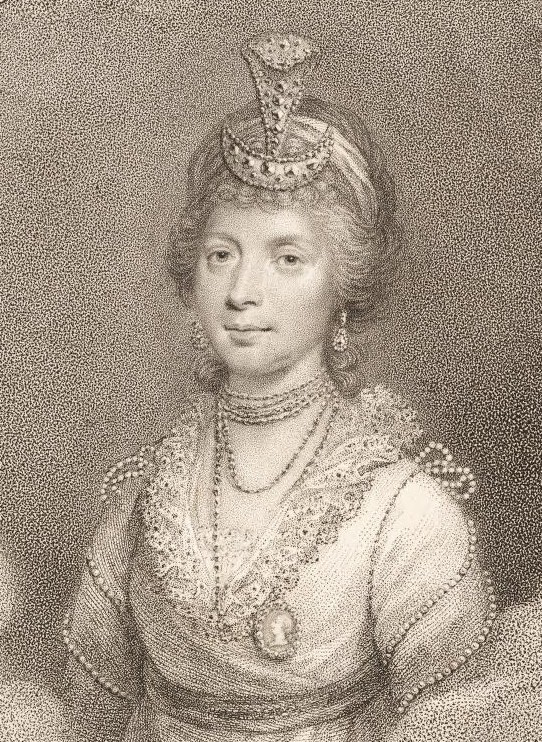
Detalhe da Rainha Carlota pintado por William Beechey, 1799.

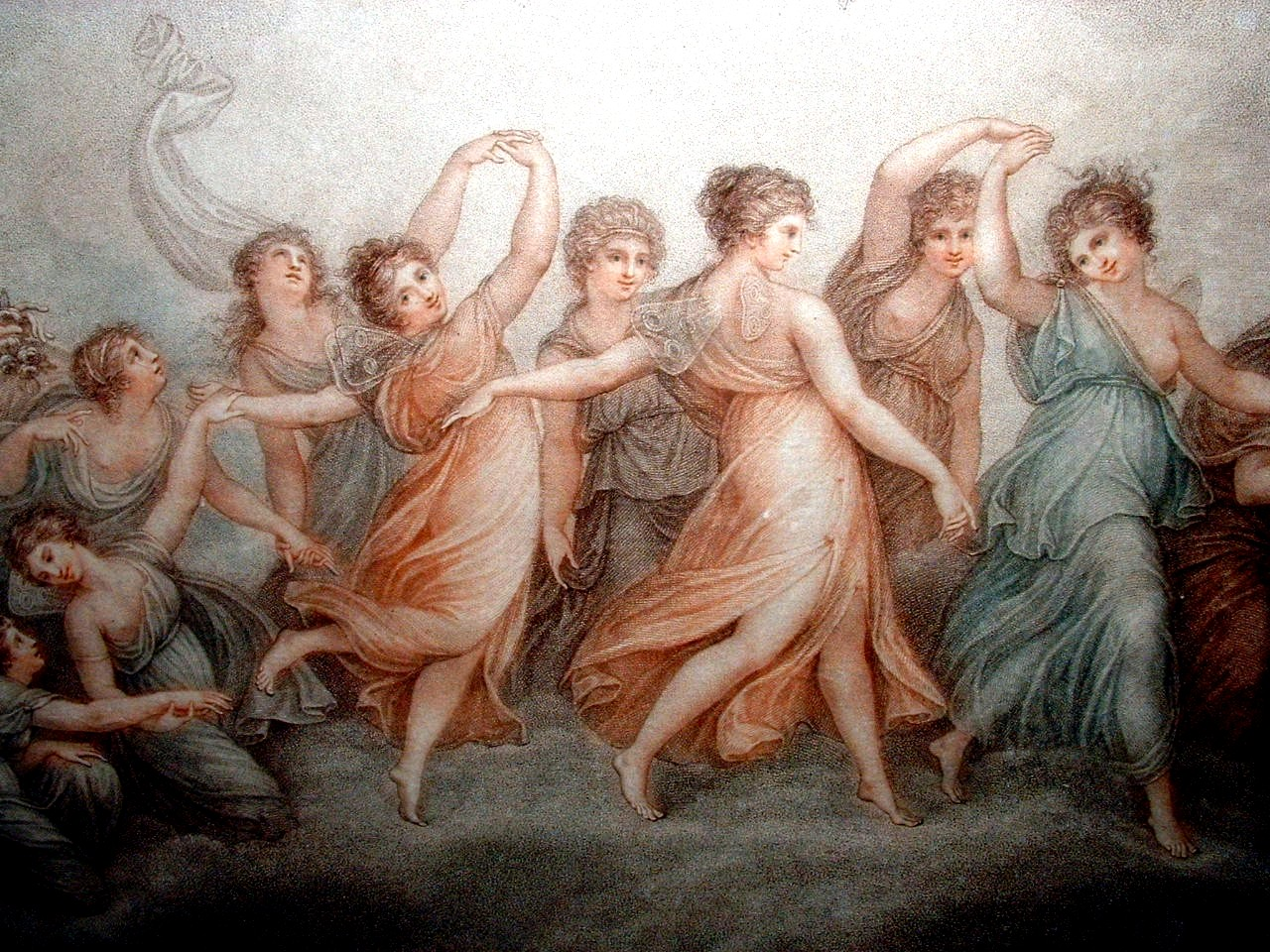
As horas; depois de Maria Cosway, 1788.

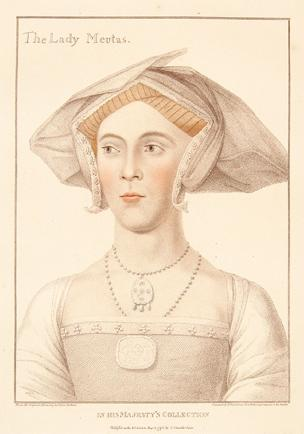
Lady Jane Meutas; depois de Holbein, 1795.

## Trabalhos
Ticozzi e Bryan publicaram listas de sua produção, incluindo:

### Gravuras originais
- Abraão e os anjos.
- O Milagre do Maná.
- Trabalho abandonado por seus amigos.
- Charity, um oval; inscrito Ipse feci.
- A Origem da Pintura (1787).
- A Virgem e o Menino; (circular).

### Gravura após obra-prima
- São Francisco de Sales triunfa sobre a heresia; depois de Ottavio Amiconi.
- São Lucas pinta o Retrato da Virgem; depois de Cantarini.
- A adúltera antes de Cristo; depois de Agostino Carracci.
- Roland e Olympia, Clytie e outros desenhos da Coleção Real após Annibale Carracci.
- Um conjunto de oito assuntos; depois de Giovanni Benedetto Castiglione.

#### Gravura após Cipriani
- A separação de Aquiles e Briseis.
- Hector se despede de Andrómaca.
- Criseide restaurado a seu pai.
- A morte de Dido.
- Júpiter e Juno no Monte Ida.
- Vênus apresentando o Cestus para Juno.
- Vênus vestido pelas Graças.
- Tancred e Herminia e Tancred e Clorinda.
- Shakespeare coroado pela Imortalidade.
- Manhã pela morte do senhor Rufsell.

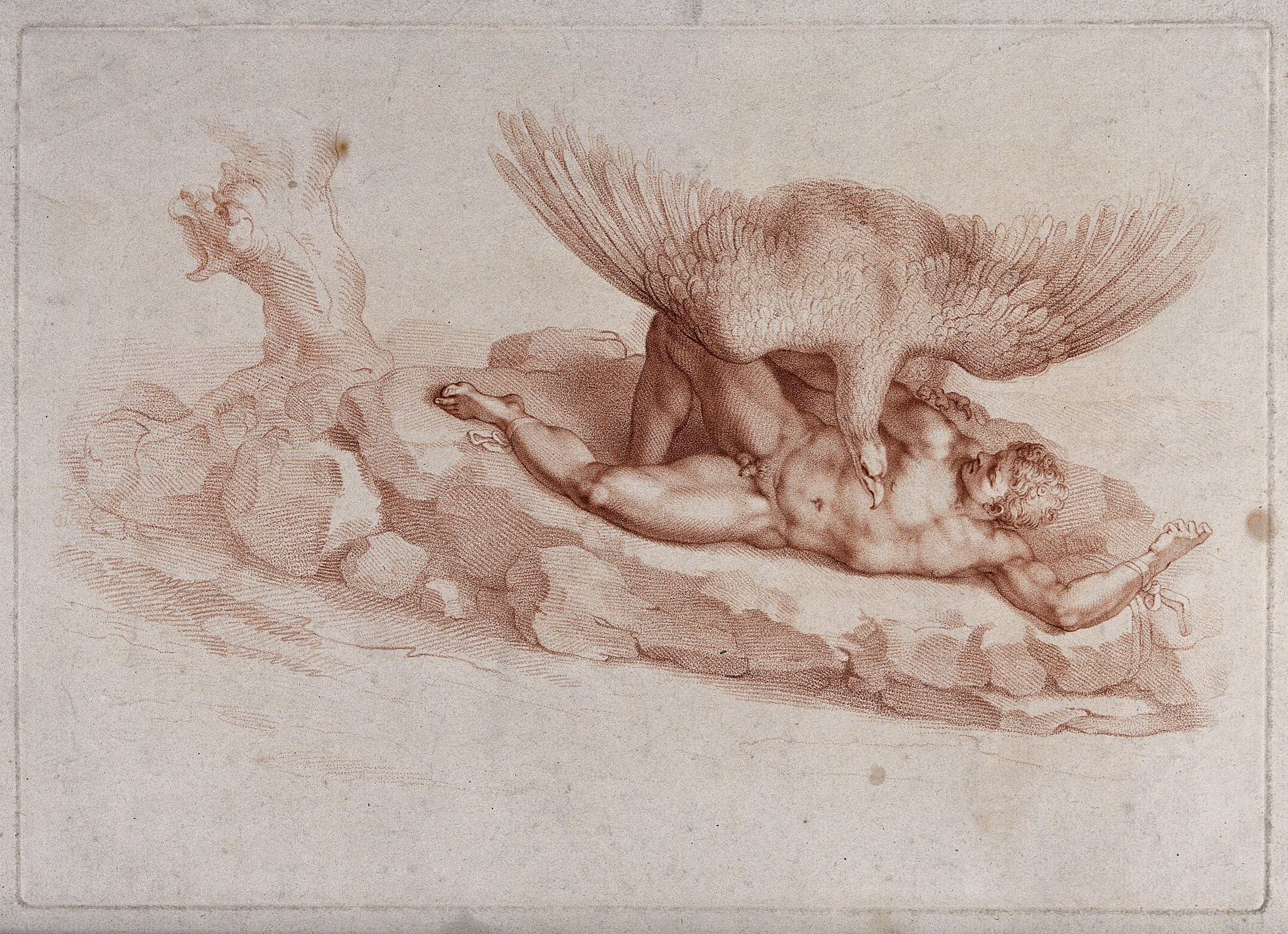
Fígado de Prometheusdevorado pelo Abutre; apósMichelangelo, 1795. (Clique para obter uma imagem de resolução alta, mostrando pontilhados combinados com linhas.)

#### Gravuras após Angelica Kauffman
- Sócrates na prisão.
- Penélope lamentando Ulisses.
- Telêmaco e Mentor na Ilha de Calipso.
- Paulus Emilias educando seus filhos.
- Coriolano apaziguado por sua família
- A bela Rhodope apaixonada por Esope (década de 1780, inscrição: de uma pintura original do mesmo tamanho da signora Angelica Kauffman. Na posse de Charles Boddam sun Esqv.)

#### Outros
- Um conjunto de treze placas dos afrescos de Domenichino em Grottaferrata.
- Conjunto de 33 desenhos de Guercino na Coleção Real.
- Um conjunto de retratos inspirados em Hans Holbein, o Jovem, incluindo dois retratos de Henry e Charles Brandon, filhos de Charles Brandon, 1º Duque de Suffolk, Thomas More, Lady Meutas e Lord Mansfield.[6]
- Retratos de Cignani e Pietro da Cortona; depois de Carlo Maratta.
- Busto de Michelangelo.[7]
- Uma coleção de joias, desenhada por vários artistas, gravada por Bartolozzi.
- Cornelia, Mãe dos Gracchi; depois de Benjamin West.
- A morte de Lord Chatham; depois de John Singleton Copley.[8]
- O justo moralista e seu aluno; depois de Richard Cosway.
- As horas; depois de Maria Cosway, ('Vide Gray's Ode to Spring').
- A entrevista de Edgar e Elfrida após seu casamento com Athelwold.
- Rei João ratificando Magna Charta; depois de John Hamilton Mortimer.[9]
- Maria, Rainha da Escócia e seu Filho; depois de Federico Zuccaro.[10]
- Fígado de Prometeu devorado por Abutre; depois de Michelangelo.[11]
- Rachel Hiding the Idols of Laban[12] e Laocoon atacado por Serpentes;[13] depois Pietro da Cortona
- Rainha Charlotte; depois de William Beechey.[14]
- A Virgem e o Menino; depois de Carlo Dolci.